# Kinematografia hiszpańska

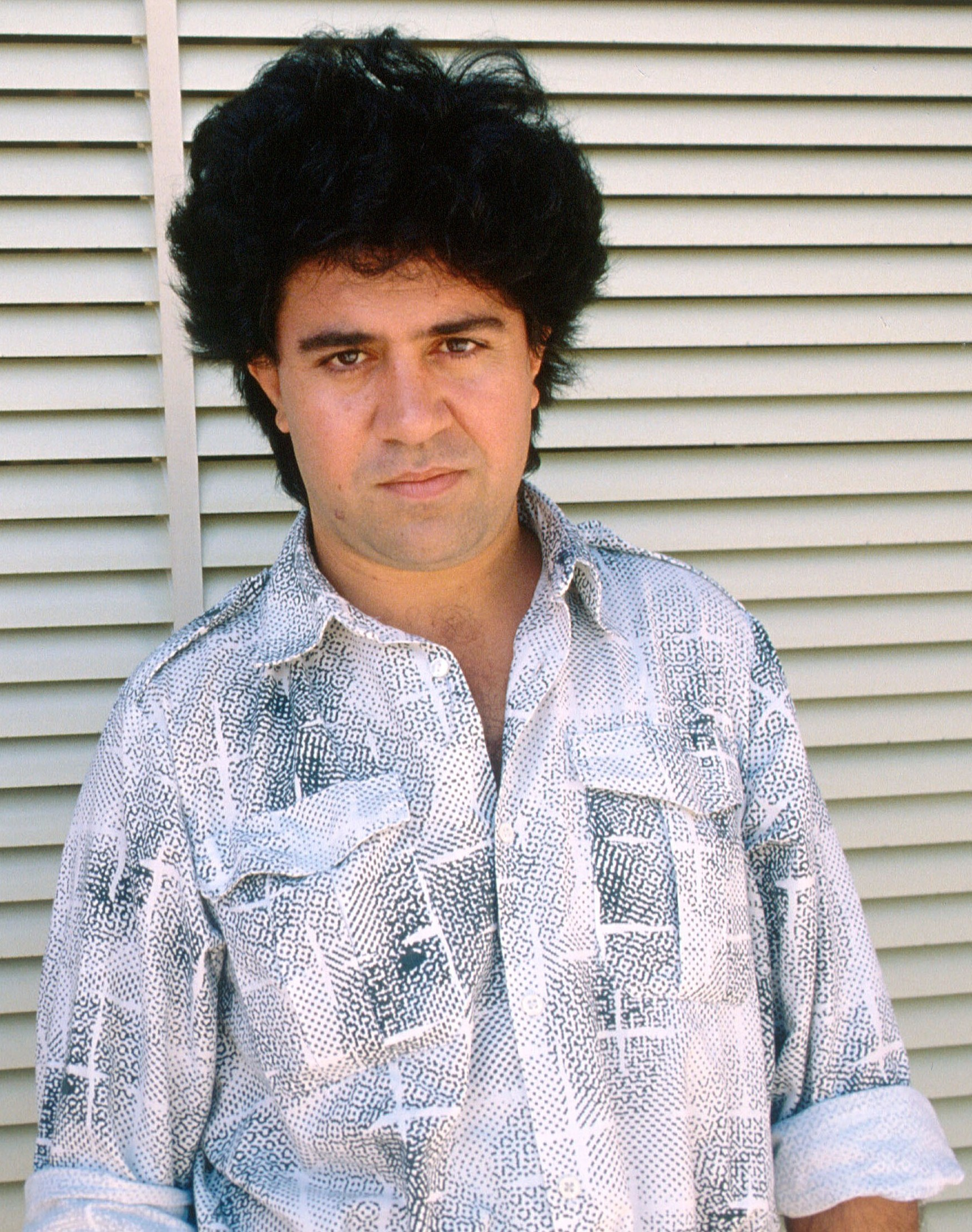
Reżyser Pedro Almodóvar na 45. MFF w Wenecji (1988).

Kinematografia hiszpańska obejmuje sztukę filmową Hiszpanii. Pierwszy pokaz filmowy na terytorium Hiszpanii miał miejsce 5 maja 1895 w Barcelonie.
W swojej długiej historii kino hiszpańskie mogło poszczycić się wieloma wybitnymi osobowościami twórczymi. Pierwszym, który zyskał status mistrza był surrealista Luis Buñuel, który jednak większość swoich dzieł nakręcił poza Hiszpanią. Do mistrzów kinematografii hiszpańskiej zalicza się też wielokrotnie nagradzanych Carlosa Saurę i Pedro Almodóvara. Wybitni przedstawiciele tego kina to również: Luis García Berlanga, Juan Antonio Bardem, Víctor Erice, Mario Camus, Julio Médem, Álex de la Iglesia, Isabel Coixet, Juan Antonio Bayona i Fernando León de Aranoa.
Wielu aktorów wywodzących się z Hiszpanii zyskało status międzynarodowych gwiazd, występujących z powodzeniem również w Hollywood: Francisco Rabal, Fernando Rey, Ángela Molina, Fernando Fernán Gómez, Victoria Abril, Antonio Banderas, Carmen Maura, Penélope Cruz, Javier Bardem czy Maribel Verdú.
Oscara dla najlepszego filmu nieanglojęzycznego czterokrotnie zdobywały filmy z Hiszpanii. Były to kolejno: Ponownie zaczynać (1982) José Luisa Garci, Belle époque (1992) Fernando Trueby, Wszystko o mojej matce (1999) Pedro Almodóvara i W stronę morza (2004) Alejandro Amenabara.

## Historia
Pierwszy hiszpański film powstał w 1897, choć trwają spory o to, jaki nosił tytuł (historycy biorą pod uwagę cztery filmy). Pionierem kina hiszpańskiego, który osiągnął międzynarodowy sukces, jednakże częściej pracował we Francji i Włoszech, był Segundo de Chomón.